# Giovanni Tortelli
Giovanni Tortelli (o Giovanni Tortellio, o bé, en llatí, Johannes Tortellius) (Arezzo, vers 1400 - 1466), fou un gramàtic i humanista italià.

## Biografia
Es formà amb els humanistes més destacats del moment, com Leonardo Aretino, a Florència, o Vittorino da Feltre, a Màntua.
El 1434 va conèixer, a Florència, a Lorenzo Valla, amb qui establí una gran amistat, prova de la qual és la dedicatòria per part d'aquest, a Tortelli, de les seves Elegantiae linguae latinae.
Participà activament en el concili de Ferrara (posteriorment continuat a Florència), en el qual es produí el contacte entre el món intel·lectual grec del moment i el món intel·lectual llatí, crucial per a la configuració de la matriu greco-llatina de l'actual cultura occidental. En el citat concili, a més de Tortelli, hi prengueren part, entre els humanistes italians lligats a la cúria romana o a les tasques conciliars, Poggio Bracciolini, Leon Battista Alberti, Ambrogio Traversari, Lapo de Castiglionchio, Eneas Silvio Piccolomini o Leonardo Bruni, així com Guarino de Verona, deixeble de Manuel Crisolores, que hi exercí d'intèrpret.
Després del concili de Ferrara entrà a formar part de la familia del cardenal Giuliano Cesarini i, posteriorment, passà a formar part, de forma estable, de la cúria papal de Nicolau V, el "papa humanista", el qual li confià, entre altres tasques, la direcció de la incipient Biblioteca Vaticana.

## Obres
- La seva obra principal és el De ortographia, en la que en, partint de l'exposició de la grafia de les paraules gregues en llatí, fa una arreplega enciclopèdica del món clàssic en totes les seves vessants.